# لیودمیلا ژیگالووا
لیودمیلا ژیگالووا (اوکراینی: Людмила Станіславівна Джигалова؛ زادهٔ ۲۲ ژانویهٔ ۱۹۶۲) دونده اهل اتحاد جماهیر شوروی سوسیالیستی بود.
وی در مسابقات بین‌المللی در مجموع برندهٔ ۳ مدال طلا شده‌است. 